# Parapaguridae
Famille
Les Parapaguridae constituent une famille de Bernard-l'hermites (crustacés décapodes).

## Liste des genres
Selon World Register of Marine Species (11 avril 2014) :
- genre Bivalvopagurus Lemaitre, 1993
- genre Oncopagurus Lemaitre, 1996
- genre Paragiopagurus Lemaitre, 1996
- genre Parapagurus Smith, 1879
- genre Probeebei Boone, 1926
- genre Strobopagurus Lemaitre, 1989
- genre Sympagurus Smith, 1883
- genre Tsunogaipagurus Osawa, 1995
- genre Tylaspis Henderson, 1885
- genre Typhlopagurus de Saint Laurent, 1972

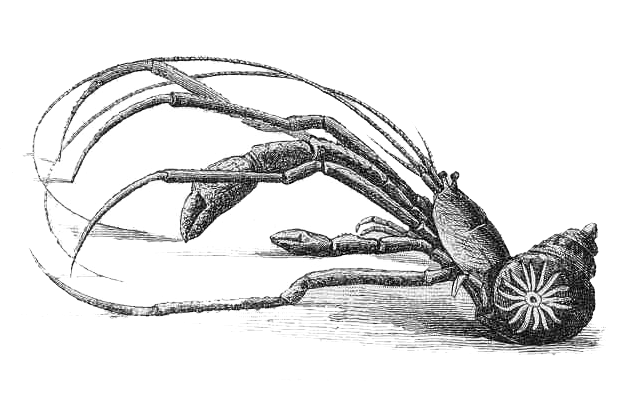
Parapagurus abyssorum
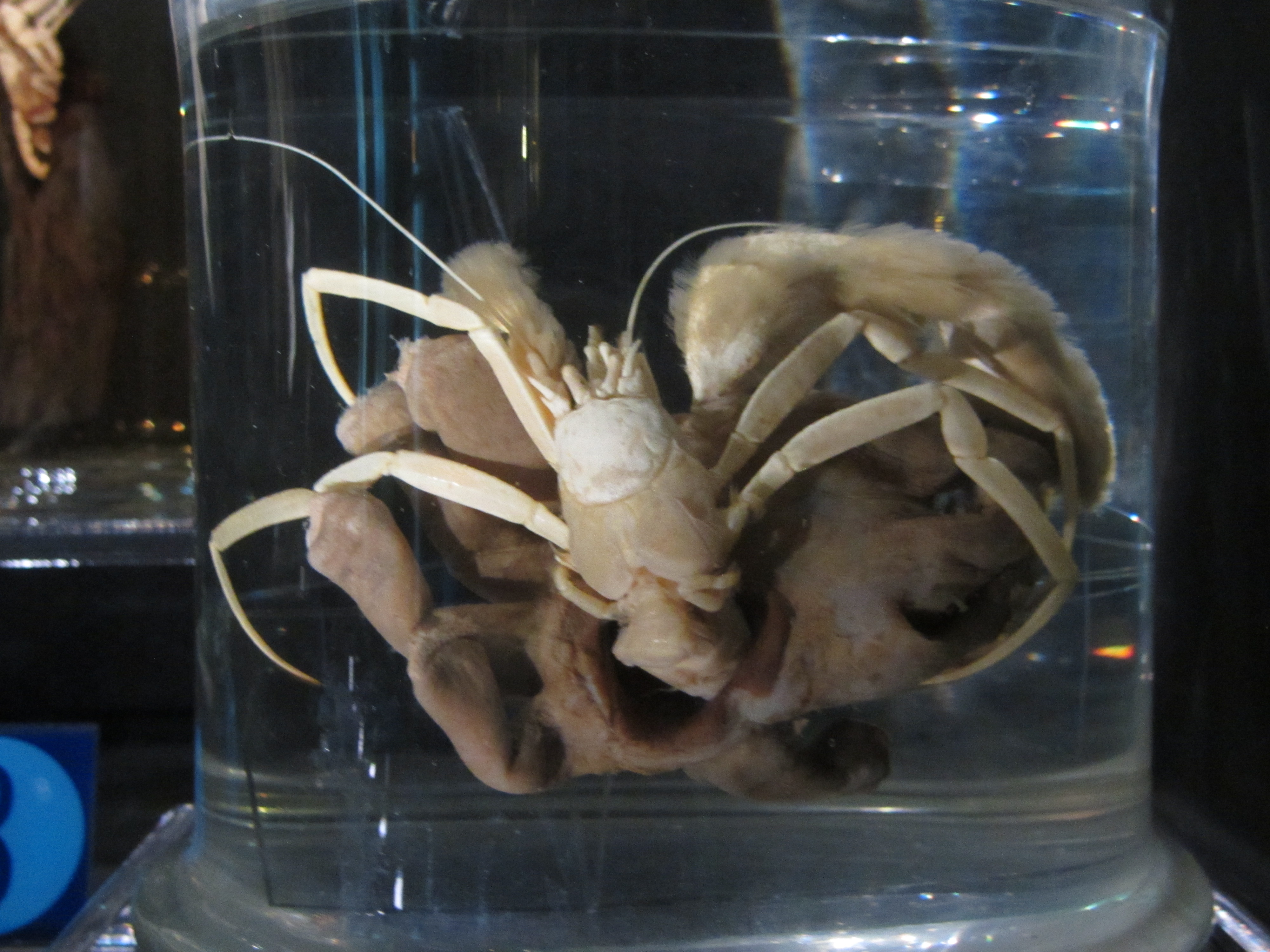
Sympagurus burkenroadi